# コロールプラン
コロールプラン(Plano Collor)は1990年3月、新しくブラジル連邦共和国大統領に就任したフェルナンド・コロール・デ・メロが発動した預金封鎖プラン。
就任3日前にブラジル全国の金融機関が閉鎖となり、預貯金の移動が凍結された。このプランは前年度まで年間2000％（生活必需品、食料などは5000％）だったハイパーインフレーションを沈静させるための措置であったが、多数の企業倒産と失業者を生んだ。また、結果的にインフレの鎮静化にも失敗し、1994年のレアル導入までハイパーインフレは続くことになった。
一方で、発案者のコロール大統領とその周辺で倒産した者は皆無であった事と、インサイダー情報により利益を得た政府関係者の存在により、行政を被告とする訴訟問題へ発展した。